# Mateus da Etiópia
Mateus, também conhecido como Mateus, o armênio (? - Maio de 1520) foi um embaixador etíope enviado pela rainha regente Eleni da Etiópia ao rei D. Manuel I de Portugal e ao Papa, em Roma, em busca de uma aliança para ajudar face à crescente ameaça que a Etiópia enfrentava dada a influência otomana crescente na região, com o conselho de Pêro da Covilhã. Mateus chegou a Goa em 1512 onde foi recebido com todas as honras por Afonso de Albuquerque, apesar da desconfiança de alguns que temiam que fosse um espião muçulmano. Viajou para Portugal em 1514, de onde regressou com uma embaixada portuguesa, juntamente com o padre Francisco Álvares. Os portugueses só compreenderam a natureza da sua missão depois de chegarem à Etiópia em 1520, pouco depois da morte de Mateus, facto que complicou a sua missão junto do imperador etíope.

## Referencias
1. ↑  Beckingham and Huntingford, translators, Prester John, p.307; segundo relato de Gaspar Correia.